# Општина Палини
Општина Палини (грч. Δήμος Παλλήνης, Димос Палинис) је била општина на Халкидикију, Грчка. Од реформе локалне самоуправе из 2011. године део је општине Касандра, чија је општинска јединица. Општина има површину од 128.183 km 2 . Број становника у 2011. години је био 6994.
Седиште општине било је у Ханиотију.